# Literaturhaus Köln

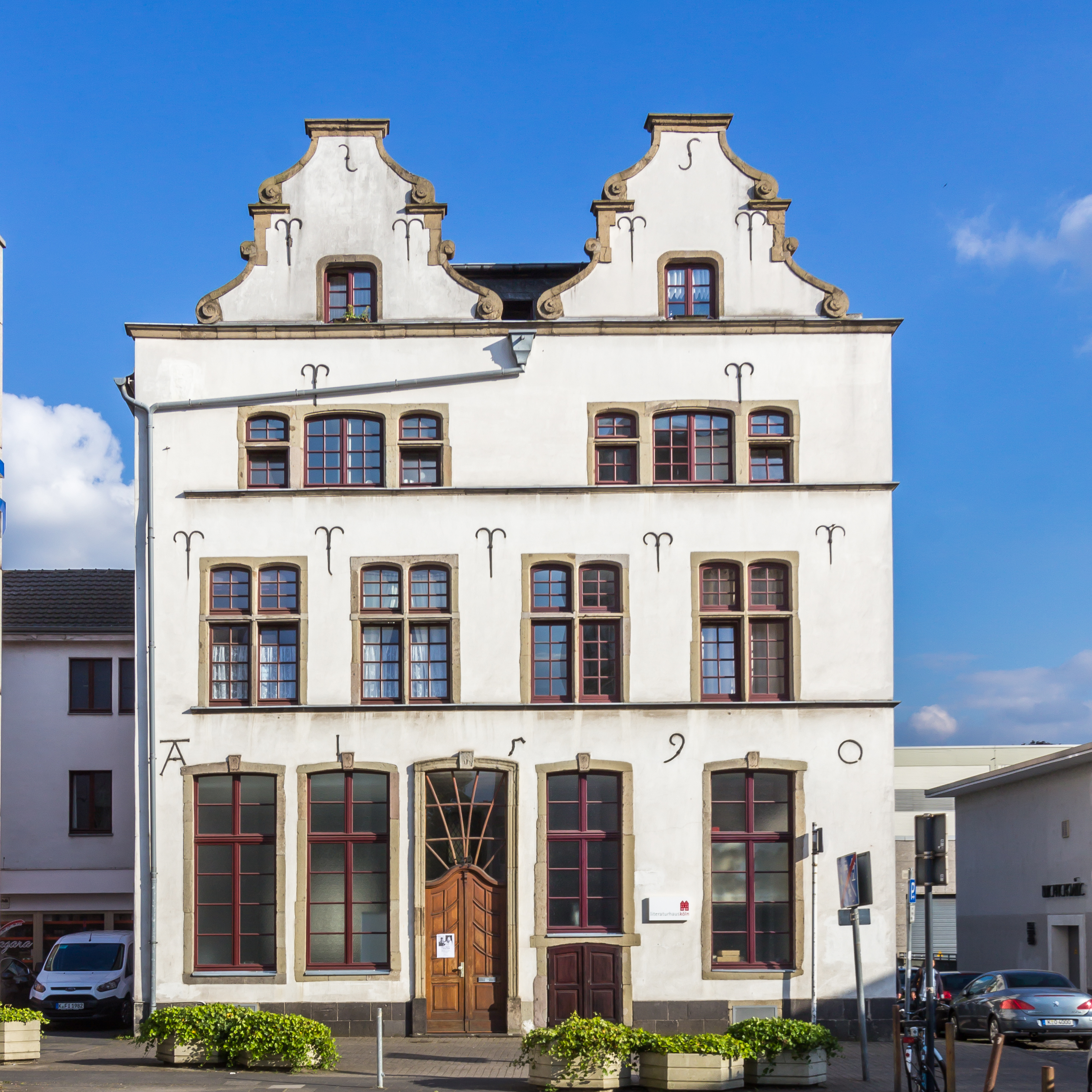
Haus Bachem, heutiger Sitz des Literaturhauses Köln (2015)

Das Literaturhaus Köln ist ein Literaturhaus in der Kölner Innenstadt, Großer Griechenmarkt 39. Es widmet sich der Vermittlung und Förderung der deutschsprachigen wie internationalen Gegenwartsliteratur. Das Literaturhaus wurde 1996 gegründet und zählt mit 700 Vereinsmitgliedern zu den mitgliederstärksten Literaturhäusern in Deutschland.

## Geschichte
Auf Initiative einiger Kölner Bürger wurde das Literaturhaus Köln 1996 gegründet. Träger ist der gemeinnützige Verein Literaturhaus Köln e.V. Erste eigene Räumlichkeiten standen dem Verein ab dem Jahr 1999 im Kölner Mediapark zur Verfügung, sie wurden von Bundespräsident Johannes Rau eröffnet. Im Jahr 2007 zog das Haus in die Kölner Südstadt und teilte sich Räumlichkeiten mit dem Forum für Fotografie. Seit 2007 besteht mit dem Jungen Literaturhaus Köln zudem eine eigene Sparte für Kinder- und Jugendliteratur. Im Jahr 2014 ist das Literaturhaus ins Zentrum Kölns gezogen und unterhält nun Veranstaltungs- und Büroräume im Haus Bachem, einem denkmalgeschützten Gebäude zwischen Neumarkt und St. Georg, dessen Geschichte bis ins 13. Jahrhundert zurückreicht. Die Programmleitung des Literaturhauses lag seit 1999 bei Thomas Böhm, ab 2010 bei Insa Wilke. Im Jahr 2012 übernahm Bettina Fischer, die seit 2000 als Geschäftsführerin des Hauses tätig ist, die Programmleitung. Im Januar 2021 übernahm in der Nachfolge von Ulrich Wackerhagen Wolfgang Schmitz den Vorstand des Kölner Literaturhaus e.V.
Das Literaturhaus Köln ist Mitglied im Netzwerk der Literaturhäuser.

## Programm
Sowohl deutschsprachige als auch internationale Literaturen stehen im Fokus des Hauses, etablierte aber auch unbekanntere  Autoren finden eine Bühne., Neben klassischen Lesungsformaten werden auch innovative Formen erprobt, etwa das interdisziplinäre Lyrikfestival „Satelliten“ und ein Comic Festival die jährlich alternierend stattfinden, oder die „Zwischenmiete Köln“, einem Lesungsformat für Junge Literatur, das aus Freiburg stammt und in den Räumen wechselnder Wohngemeinschaften stattfindet., Das Literaturhaus Köln unterhält zudem Kooperationen, über die etwa Veranstaltungen des internationalen Literaturfestivals Poetica die Preisverleihung des NRW-Förderpreises für Literatur oder die des Rolf-Dieter-Brinkmann-Stipendiums ins Programm finden.

## Haus Bachem
Zwischen der Straße Alter Mauer am Bach und der heutigen Färbergasse waren Ende des 13. Jahrhunderts ursprünglich Gärten gelegen, die 1280 an das Patriziergeschlecht der „Saphiren“ fielen. Der erzbischöfliche Kämmerer Nickolaus von Bachem ließ ebendort zwei Gebäude errichten: Den Großen und den Kleinen Bachem. 1590 wurden diese abgerissen, die Kellergewölbe sind aus dieser Zeit erhalten geblieben. Zwei neue Gebäude wurden errichtet, worauf die entsprechende Datierung auf der heutigen Fassade des Großen Bachem hinweist. Der Große Bachem, der im Gegensatz zum Kleinen Bachem noch heute steht, hat unterschiedlichste Nutzungsformen erlebt. So hatte dort ab 1795 eine Weinstube ihren Sitz, ab 1828 eine Brauerei, im Jahr 1920 war ein Restaurant darin ansässig. Nach dem Bombardement von 1943 war das gesamte Viertel um den Großen Griechenmarkt beinahe vollständig zerstört. Die Grundmauern des Großen Bachem, die bis heute erhaltene Barock-Treppe aus Kirschholz sowie die Hängestuben konnten aber gerettet werden. In der Nachkriegszeit hatte eine Großhandlung für Bäckerei- und Speiseeismaschinen ihren Sitz im Großen Bachem, 1963 kam ein zusätzliches Gebäude auf dem Nachbargrundstück hinzu. Seit 2014 hat der Literaturhaus Köln e.V. die unteren beiden Stockwerke als Veranstaltungs- und Büroraum angemietet.